# Diecezja Kalibo
Diecezja Kalibo, diecezja rzymskokatolicka na Filipinach. Powstała w 1976 z terenu diecezji Capiz.

## Lista biskupów
- Juan Nicolasora Nilmar † (1976–1992)
- Gabriel Villaruz Reyes (1992–2002)
- Jose Romeo Lazo (2003–2009)
- Jose Corazon Tala-oc (2011–2025)